# Nils Rosén (militär)
Nils Ivar Rosén, född 16 maj 1887 på Lidingö, död 29 maj 1966 i Stockholm, var en svensk militär.
Nils Rosén var gift med Wally Waldner och far till Nils Rosén d.y.. Nils Rosén d.ä. blev underlöjtnant vid Svea artilleriregemente 1907. Vid första världskrigets utbrott anslöt han sig som frivillig till kejsardömet Tysklands armé; 1914 och 1916 blev han löjtnant respektive kapten vid den preussiska armén. Under finska inbördeskriget återfanns han på den vita sidan som chef för den västra arméns artilleri. Efter de turbulenta åren blev han kapten vid A1 1919, övergick till reserven 1923 och befordrades till major 1935 och överstelöjtnant 1941. 
Åren 1920-1926 var han direktörsassistent vid AB J.O. Öberg & son i Eskilstuna, åren 1926-1929 var han direktör för Heymann & Schmidt AG i Berlin, åren 1929-1942 var han chef för AB J.O. Öberg & sons avdelningskontor i Stockholm. 
Han är begravd på Danderyds kyrkogård.